# FA Cup 1951-1952
La FA Cup 1951-1952 è stata la settantunesima edizione della competizione calcistica più antica del mondo. È stata vinta dal Newcastle Utd contro l'Arsenal.

## Finale
| Arbitro: | Rob Styles |

|             |           |  |
| Robledo 84’ | Marcatori |  |